# Helina dorsalis
Helina dorsalis är en tvåvingeart som först beskrevs av Stein 1914.  Helina dorsalis ingår i släktet Helina och familjen husflugor.
Artens utbredningsområde är Kenya. Inga underarter finns listade i Catalogue of Life.